# 799

## Esdeveniments

### Països Catalans
- Fortificació de Cardona i Casserres pel comte Bernat de Cerdanya-Urgell. S'inicia el repoblament de la Vall del Llobregat.
- Se celebra el Concili d'Urgell a la Seu.
- Conquesta carolíngia de les Balears (799).

### Món
- El papa Lleó III torna a Roma amb l'ajuda de Carlemany
- Ús general del paper a l'administració abbàsida